# Список самых высоких зданий префектуры Вакаяма
В этом списке приведены небоскрёбы префектуры Вакаяма с высотой от 65 метров, основанные на стандартных измерениях высоты. Эта высота включает шпили и архитектурные детали, но не включает антенны радиовышек и башен.

## Самые высокие здания
| Рейтинг | Название                        | Фото | Высота м | Этажи | Год  | Город    | Примечания |
| ------- | ------------------------------- | ---- | -------- | ----- | ---- | -------- | ---------- |
| 1       | President Tsubaki               |      | 99       | 28    | 1976 | Сирахама | [ 1 ]      |
| 2       | Wakayama Marina City Ciel Vita  |      | 93.5     | 28    | 2007 | Вакаяма  | [ 2 ]      |
| 3       | Daiwa Roynet Hotel Wakayama     |      | 82       | 20    | 2005 | Вакаяма  | [ 3 ]      |
| 4       | Volare del Mare                 |      | 72.4     | 22    | 2004 | Вакаяма  | [ 4 ]      |
| 5       | Pacific Vista V                 |      | 69       | 23    | 2002 | Вакаяма  | [ 5 ]      |
| 6       | Tokyu Resort Villa Nanki Tanabe |      | 68.3     | 19    | 1993 | Танабе   | [ 6 ]      |